# Vénuste Niyongabo
Vénuste Niyongabo (* 9. Dezember 1973 in Vugizo, Makamba) ist ein ehemaliger Mittel- und Langstreckenläufer aus Burundi, der 1996 Olympiasieger im 5000-Meter-Lauf wurde.

## Biografie
Niyongabo, der dem Stamm der Tutsi angehört, machte erstmals 1992 auf sich aufmerksam, als er bei den Junioren-Weltmeisterschaften Silber über 1500 Meter gewann. Bei den Weltmeisterschaften 1993 in Stuttgart erreichte er über diese Distanz das Halbfinale. Niyongabo wurde zu einem der besten 1500-Meter-Läufer seiner Zeit und gewann 1994 und 1995 mehrere bedeutende Rennen. Bei den Weltmeisterschaften 1995 in Göteborg gewann er die Bronzemedaille hinter Noureddine Morceli und Hicham El Guerrouj.
Vor den Olympischen Spielen 1996 in Atlanta galt Niyongabo als einer der Favoriten über 1500 Meter, doch er überließ seinen Startplatz seinem Landsmann und Trainer Dieudonné Kwizéra und startete selbst über 5000 Meter, obwohl er zuvor erst zweimal über diese Distanz ein Rennen absolviert hatte. Kwizera hatte zuvor nicht an Olympischen Spielen teilnehmen können, weil Burundi zu jener Zeit kein Nationales Olympisches Komitee besaß. Beide profitierten von dieser Entscheidung: Kwizera durfte endlich teilnehmen, und Niyongabo gewann völlig überraschend das 5000-Meter-Rennen, nachdem er in der letzten Runde alle Konkurrenten abgehängt hatte.
In den folgenden Jahren musste Niyongabo zahlreiche Verletzungen auskurieren und konnte nur noch gelegentlich sein früheres Leistungsniveau erreichen. Bei den Weltmeisterschaften 1999 in Sevilla über 1500 Meter und bei den Olympischen Spielen 2000 in Sydney über 5000 Meter schied er jeweils im Vorlauf aus.

## Persönliche Bestzeiten
- 1000 m: 2:15,63 min, 18. Juli 1995, Salamanca
  - Halle: 2:15,62 min, 27. Februar 1995, Stockholm
- 1500 m: 3:29,18 min, 22. August 1997, Brüssel
  - Halle: 3:33,17 min, 22. Februar 1998, Liévin
- Meile: 3:46,70 min, 26. August 1997, Berlin
- 2000 m: 4:48,69 min, 12. Juli 1995, Nizza
- 3000 m: 7:34,03 min, 16. August 1996, Köln
  - Halle: 7:37,82 min, 25. Februar 1995, Birmingham
- 5000 m: 13:03,29 min, 3. Juni 1996, Saint-Denis